# Судан на літніх Олімпійських іграх 1972
Судан брав участь у Літніх Олімпійських іграх 1972 року у Мюнхені втретє. Країну представляло 26 спортсменів у 4 видах спорту (бокс, легка атлетика, футбол та важка атлетика), проте жоден із них не завоював медалі. Прапороносцем був Абдул Вахаб Абдулла Саліх.